# Byureghavan
Byureghavan (in armeno Բյուրեղավան?) è una città dell'Armenia di 8 345 abitanti (2009) della provincia di Kotayk', fondata nel 1945.